# Hui Cao
Pour les articles homonymes, voir Cao.
Hui Cao (曹蕙) est une physicienne sino-américaine qui est professeure John C. Malone de physique appliquée, professeure de physique et professeur de génie électrique à l'université Yale. Ses intérêts de recherche sont la physique mésoscopique, les matériaux et dispositifs photoniques complexes, en mettant l'accent sur les lasers non conventionnels et leurs applications uniques. Elle est membre élue de l'Académie nationale des sciences des États-Unis et de l'Académie américaine des arts et des sciences.

## Enfance et éducation
Cao s'intéresse à la physique dès son plus jeune âge, depuis que son père, professeur de physique à l'Université de Pékin, lui a demandé ce qui voyageait le plus loin et le plus rapidement. Lorsqu'elle apprend que la réponse est la lumière, elle devient fascinée par la discipline de l'optique. Cao obtient son diplôme de premier cycle en physique à l'Université de Pékin. Elle déménage aux États-Unis pour ses études supérieures, où elle rejoint l'université de Princeton en tant qu'étudiante diplômée en génie mécanique et aérospatial. Elle apprécie l'orientation de la formation des États-Unis sur la pensée indépendante et curieuse. Après avoir obtenu sa maîtrise, Cao rejoint l'université Stanford en tant que doctorante en physique appliquée. À Stanford, elle travaille sur l'électrodynamique quantique des cavités semi-conductrices avec Yamamoto Yoshihisa. Sa recherche doctorale est publiée sous forme de monographie par Springer Publishing. Elle et ses collègues proposent une nouvelle diode électroluminescente exciton-polariton.

## Recherche et carrière
Après avoir obtenu son doctorat à Stanford en 1997, Cao rejoint la faculté de physique de l'Université Northwestern. Alors qu'elle s'intéresse encore à l'électrodynamique quantique, elle commence à explorer de nouveaux domaines de recherche et lance une collaboration avec Robert P.H. Chang étudiant les propriétés optiques de l'oxyde de zinc. À l'époque, les gens s'intéressent à la création de lasers ultraviolets à partir d'oxyde de zinc, mais ont du mal à créer une cavité laser avec de l'oxyde de zinc difficile à cliver ou à graver. Tout en mesurant la fluorescence de films d'oxyde de zinc polycristallin, Cao observe un effet laser ; un résultat inattendu compte tenu de l'absence de toute cavité. Plus tard, elle attribue ce laser à la diffusion aléatoire de la lumière des grains d'oxyde de zinc. Cao oriente ses recherches vers les lasers aléatoires - les lasers avec rétroaction fournie par de multiples événements de diffusion. Cao utilise également l'interférence de la lumière à diffusion multiple comme nouveau mécanisme de confinement optique tridimensionnel et fabrique des microlasers avec des nanoparticules de ZnO. Depuis 2008, Cao occupe le poste de conférencier émérite itinérant de la science laser de la division de la Société américaine de physique.
En 2008, Cao rejoint l'université Yale en tant que professeure de physique appliquée et professeure de physique. En collaboration avec Michael A. Choma de la faculté de médecine de Yale, elle applique sa compréhension des systèmes laser aléatoires à la conception de nouvelles sources d'éclairage pour une imagerie sans chatoiement. Dans les lasers conventionnels, une cohérence spatiale élevée peut entraîner des artefacts tels que le bruit de chatoiement, qui peuvent compromettre l'imagerie plein champ. Tout en ayant des luminosités similaires aux lasers conventionnels, les lasers aléatoires peuvent avoir une faible cohérence spatiale comme les diodes électroluminescentes (DEL) et éviter le bruit de chatoiement dans l'imagerie plein champ et la projection parallèle. Les lasers aléatoires sont simples à fabriquer, car ils sont constitués de matériaux désordonnés. Cao développe également les sources lumineuses pour la tomographie par cohérence optique pour des applications biomédicales. Elle conçoit un nouveau système laser qui peut basculer entre une cohérence spatiale élevée et faible, permettant à la fois une imagerie sans chatoiement (pour surveiller la structure d'un objet) et une imagerie pleine de chatoiement (pour suivre le mouvement d'un objet). Elle applique un tel laser à l'imagerie du rythme cardiaque d'un têtard vivant, qui est un modèle animal de maladie cardiaque humaine.
En outre, Cao étudie d'autres types de lasers non conventionnels, notamment les lasers à microcavité chaotique, les lasers apériodiques déterministes, les lasers amorphes photoniques et les lasers à défaut topologique. Elle travaille avec A. Douglas Stone (en) sur une nouvelle théorie mathématique pour modéliser de tels systèmes laser. Cao et Stone sont les premiers chercheurs à créer un anti-laser ; un dispositif dans lequel les faisceaux lumineux entrants interfèrent les uns avec les autres et annulent les ondes sortantes. Cao surnomme ces dispositifs des absorbeurs parfaits cohérents (en) (CPA) et propose qu'ils puissent être utilisés comme commutateurs optiques et en radiologie. Elle montre également qu'il est possible de contrôler la transmission et l'absorption de la lumière dans des milieux opaques en façonnant les fronts d'onde spatiaux des faisceaux laser.
Après avoir déménagé à Yale, Cao lance le programme de biophotonique et a établi des collaborations avec plusieurs biologistes et scientifiques des matériaux. En collaboration avec Richard Prum et Eric Dufresne, elle comprend comment la couleur vive de la plume d'oiseau est produite par des nanostructures au lieu de pigments. Avec Antonia Monterio, Cao étudie l'évolution de la couleur structurelle et comment elle est affectée par l'environnement. Elle peut contrôler le laser dans des structures biomimétiques avec un ordre à courte portée.
En 2012, Cao démontre qu'une fibre multimode peut fonctionner comme un spectromètre à large bande à ultra haute résolution. Le motif de chatoiement, généré par l'interférence entre les modes guidés dans une fibre, est unique pour chaque longueur d'onde et peut être utilisé comme empreinte digitale pour identifier le contenu spectral de la lumière d'entrée. En 2013, Cao réalise un microspectromètre haute résolution sur une puce photonique désordonnée. Elle fabrique un réseau aléatoire de trous d'air dans une plaquette de silicium. Les événements de diffusion multiple au sein de la structure aléatoire permettent de créer de minuscules spectromètres à haute résolution qui peuvent être utilisés pour une variété d'applications.
Parallèlement aux nouveaux dispositifs photoniques, Cao utilise des lasers non conventionnels pour des systèmes laser stables à haute puissance. En collaboration avec Ortwin Hess de l'Imperial College de Londres et Qijie Wang de l'Université technologique de Nanyang, elle utilise des cavités ondulatoires chaotiques ainsi que des cavités désordonnées pour perturber la formation de filaments,. Les filaments peuvent entraîner des instabilités pendant le fonctionnement du laser, et Cao montre que l'introduction d'un chaos d'ondes dans un résonateur laser peut améliorer considérablement la stabilité de l'émission .
En 2018, Cao est nommée professeure Beinecke de physique appliquée de l'Université de Yale et, en 2019, professeure John C. Malone de physique appliquée et de physique,. Elle est membre du Comité Scientifique International de l'ESPCI Paris depuis 2017 et membre du conseil consultatif de l'Institut Max Planck pour la Science de la Lumière.

## Prix et distinctions
- 2001 Prix CAREER de la Fondation nationale des sciences (en) [21]
- 2000 Bourse de recherche Sloan[22]
- 2004 Prix Fondation Alexander-von-Humboldt de recherche Friedrich Wilhelm Bessel
- 2006 Prix Maria Goeppert-Mayer de la Société américaine de physique [23]
- 2007 élue membre de l'American Physical Society [24],[25]
- 2007 Membre élue de l'Optical Society of America [26]
- 2013 Bourse John Simon Guggenheim
- 2014 Prix de l'innovation de Microscopy Today[27]
- 2015 Prix Willis E. Lamb pour la science laser [28]
- 2017 Membre élue de l'Association américaine pour l'avancement des sciences [29],[30]
- 2019 Membre élue de l'Institute of Electrical and Electronics Engineers
- 2021 Élue à l'Académie nationale des sciences [31]
- 2021 Élue à l'Académie américaine des arts et des sciences[32]
- 2021 Prix Aron Kressel de l'IEEE Photonics Society (IPS)

## Publications (sélection)
- Cao, Zhao, Ho et Seelig, « Random Laser Action in Semiconductor Powder », Physical Review Letters, vol. 82, no 11,‎ 15 mars 1999, p. 2278–2281 (DOI 10.1103/PhysRevLett.82.2278, Bibcode 1999PhRvL..82.2278C)
- Cao, Xu, Zhang et Chang, « Spatial Confinement of Laser Light in Active Random Media », Physical Review Letters, vol. 84, no 24,‎ 12 juin 2000, p. 5584–5587 (PMID 10991000, DOI 10.1103/PhysRevLett.84.5584, Bibcode 2000PhRvL..84.5584C)
- Cao, Zhao, Ong et Ho, « Ultraviolet lasing in resonators formed by scattering in semiconductor polycrystalline films », Applied Physics Letters, vol. 73, no 25,‎ 21 décembre 1998, p. 3656–3658 (ISSN 0003-6951, DOI 10.1063/1.122853, Bibcode 1998ApPhL..73.3656C)